# Vidlatá Seč
Pour les articles homonymes, voir Seč.
Vidlatá Seč (en allemand : Setsch) est une commune du district de Svitavy, dans la région de Pardubice, en République tchèque. Sa population s'élevait à 290 habitants en 2024.

## Géographie
Vidlatá Seč se trouve à 9 km au sud-ouest du centre de Litomyšl, à 21 km au nord-ouest de Svitavy, à 38 km au sud-est de Pardubice et à 130 km à l'est-sud-est de Prague.
La commune est limitée par Makov et Morašice au nord, par Dolní Újezd à l'est, par Desná au sud et par Chotěnov à l'ouest.

## Histoire
La première mention écrite du village date de 1167.

## Galerie

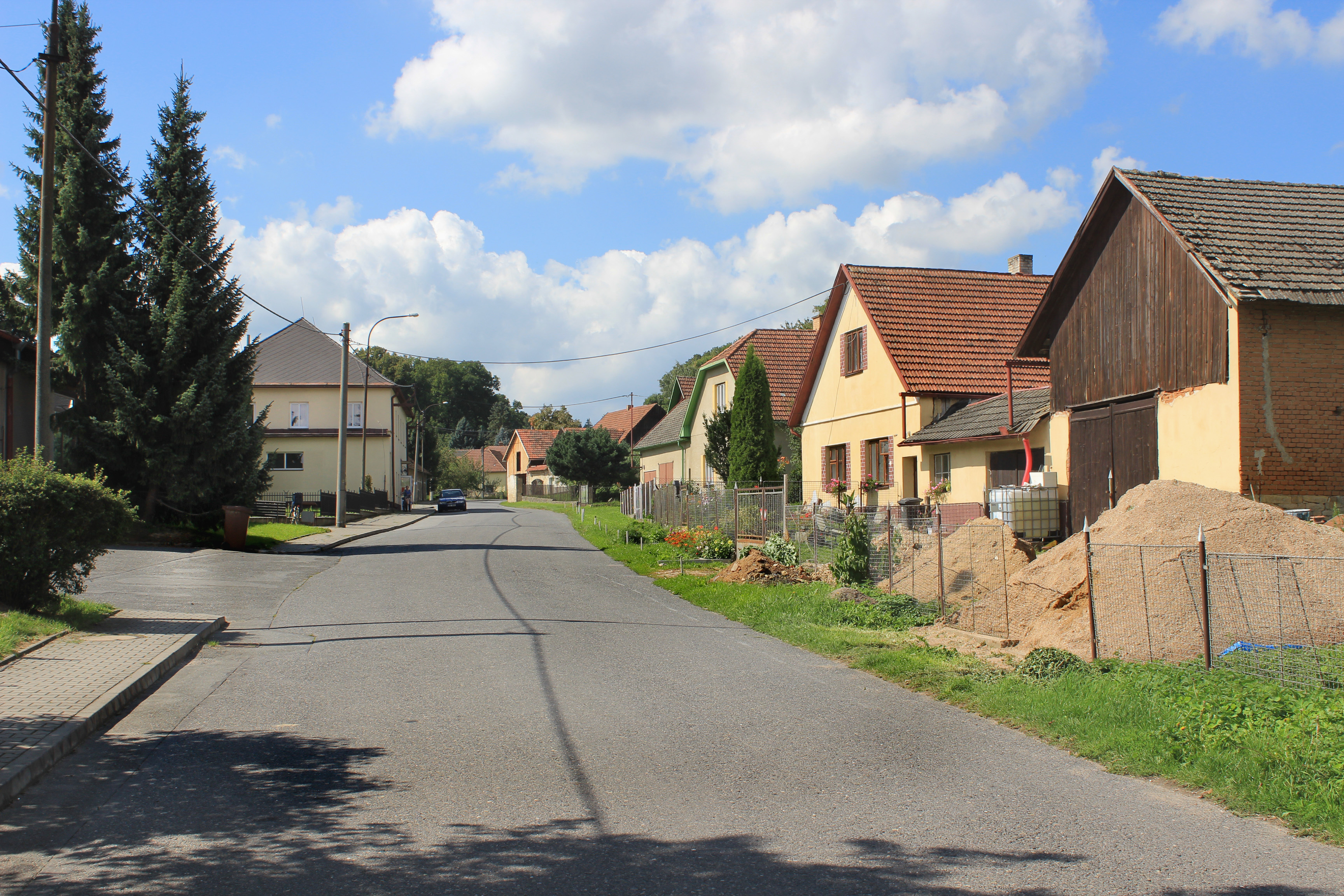
Vidlatá Seč : grand-rue.
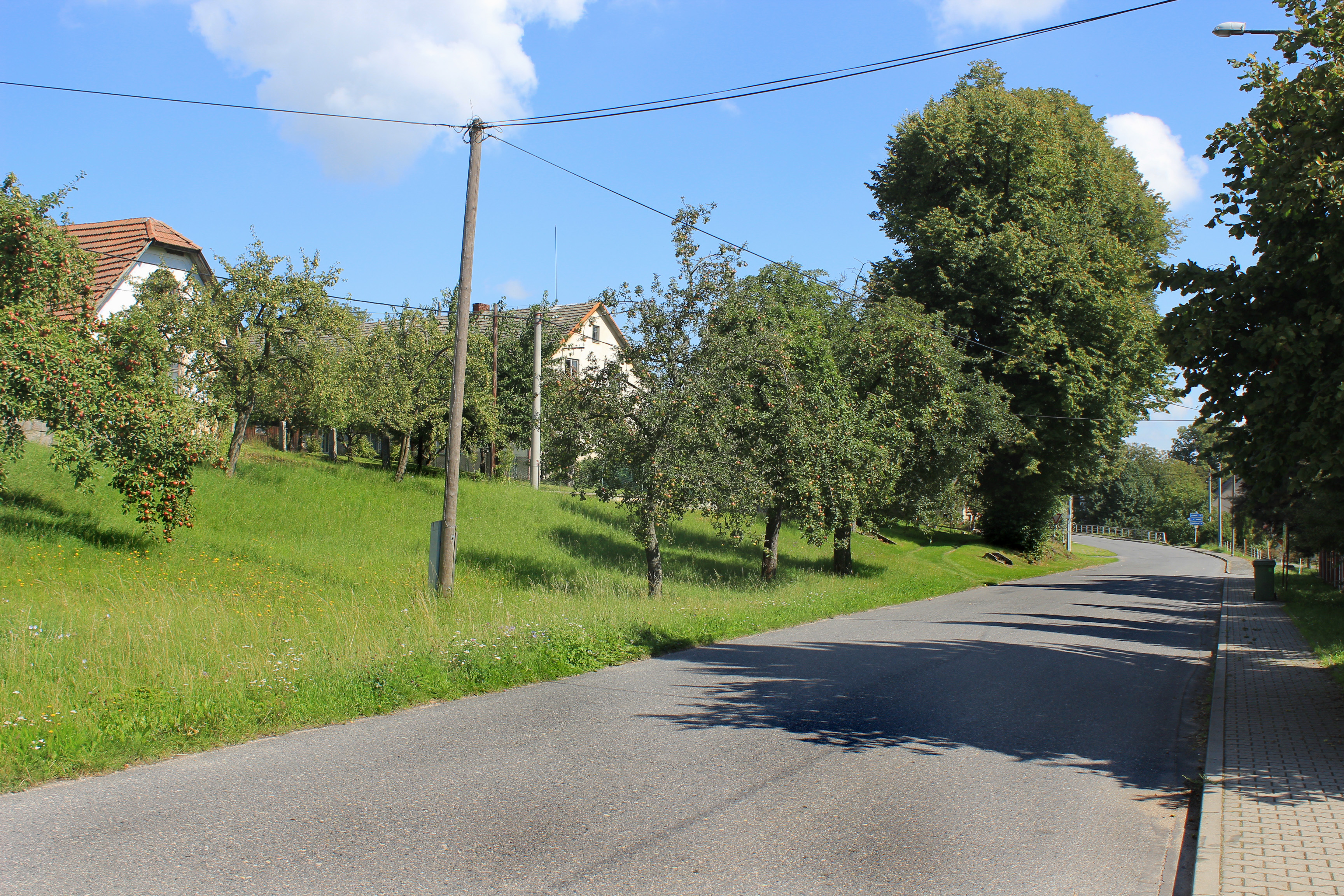
Vidlatá Seč : route de Morašice.

## Transports
Par la route, Vidlatá Seč se trouve à 11 km de Litomyšl, à 28 km de Svitavy, à 50 km de Pardubice et à 164 km de Prague. 